# Biltzheim
Biltzheim (Duits: Bilzheim) is een gemeente in het Franse departement Haut-Rhin (regio Grand Est) en telt 359 inwoners (2005). De plaats maakt deel uit van het arrondissement Guebwiller.

## Geografie
De oppervlakte van Biltzheim bedraagt 7,1 km², de bevolkingsdichtheid is 50,6 inwoners per km².
De onderstaande kaart toont de ligging van Biltzheim met de belangrijkste infrastructuur en aangrenzende gemeenten.

## Demografie
Onderstaande figuur toont het verloop van het inwonertal (bron: INSEE-tellingen).